# فيرا زيمرمان
فيرا زيمرمان (بالبرتغالية: Vera Zimmerman‏) هي ممثلة برازيلية، ولدت في 30 مارس 1964 في سانتوس، ساو باولو في البرازيل.

## وصلات خارجية
- فيرا زيمرمان على موقع IMDb (الإنجليزية)
- فيرا زيمرمان على موقع قاعدة بيانات الفيلم (الإنجليزية)